# Magón (215 a. C.)
Magón fue un militar y diplomático cartaginés del siglo III a. C., oficial de Aníbal durante la segunda guerra púnica.
Su nombre se adjunta en el tratado firmado entre Filipo V de Macedonia y Aníbal en el año 215 a. C. Es probable que sea el mismo Magón que inmediatamente después fuera enviado a acompañar a los embajadores macedonios a la corte de Filipo, junto con Bóstar y Giscón, obteniendo la ratificación del tratado. A su regreso junto a Aníbal, cayó en manos de Roma y fue llevado prisionero a la ciudad. Jean Schweighaeuser, sin embargo, opina que este último corresponde con Magón el Samnita.